# Corsico
Corsico is een gemeente in de Italiaanse metropolitane stad Milaan (regio Lombardije) en telt 33.694 inwoners (31-12-2004). De oppervlakte bedraagt 5,4 km², de bevolkingsdichtheid is 6351 inwoners per km².

## Demografie
Corsico telt ongeveer 14698 huishoudens. Het aantal inwoners daalde in de periode 1991-2001 met 11,0% volgens cijfers uit de tienjaarlijkse volkstellingen van ISTAT.
| Jaar | Inwoneraantal |
| ---- | ------------- |
| 1991 | 37.385        |
| 2001 | 33.273        |

## Geografie
De gemeente ligt op ongeveer 113 m boven zeeniveau.
Corsico grenst aan de volgende gemeenten: Milaan, Cesano Boscone, Trezzano sul Naviglio, Buccinasco.